# متحف سلامة الجهني
متحف سلامه الجهني هو متحف خاص للتراث الشعبي، يملكه سلامة بن رشدان الجهني. ويقع المتحف في المدينة المنورة في السعودية.

## مكونات ومقتنيات المتحف
يتكون المتحف من مبنى مستقل من دور واحد مقسم إلى عشرين جناحاً عرض بها مجموعات متكاملة من الأجهزة السمعية القديمة، النحاسيات، أدوات الإضاءة القديمة أدوات الضيافة والقهوة العربية، المخطوطات والوثائق والكتب، النقوش، العملات، الجلديات الأسلحة وأدوات الحرب، المشغولات اليدوية، المنسوجات والملابس بنوعيها الرجالية والنسائية وكذلك الحلي النسائية وأدوات الزينة، وأدوات التحنيط، وأدوات الطب العربي السيارات القديمة.